# Christendemocratie
Christendemocratie is een politieke stroming. Ze baseert zich op de Bijbel, de christelijke traditie en de democratie. Samen met de liberaal-democratie en de sociaaldemocratie behoort de christendemocratie in veel Europese landen tot de voornaamste politieke richtingen. De naam werd tijdens de Franse Revolutie bedacht door Antoine-Adrien Lamourette.
Aanvankelijk was de christendemocratie een strekking binnen het conservatisme, maar op het einde van de 19de eeuw positioneerden zij zich als een linkse vleugel van de katholieke partijen en verschoven die in het politiek spectrum naar links, en werden zo centrum.
De christendemocratie in Nederland en België houdt sociaaleconomisch een middenpositie in tussen het laissez faire-liberalisme en het socialisme. Opvallend is ook het verzet tegen de groeiende individualisering in de samenleving.

## Geschiedenis
De christendemocratie komt voort uit de politieke vertaling van de sociale leer van de Rooms-Katholieke Kerk en de diverse protestantse kerken. Antoine-Adrien Lamourette, een progressief Frans katholiek, wordt beschouwd als de bedenker van de term 'christendemocratie'. Hij was tijdens de Franse Revolutie de door het Vaticaan niet erkende bisschop van Lyon, van 1791 tot 1794. In 1794 werd hij tijdens de zogenaamde Terreur gedood door de Jacobijnen.
In 1891 schreef paus Leo XIII een encycliek met de naam Rerum Novarum ('Over de nieuwe dingen'). In deze encycliek stelde de paus de onderdrukking van de sinds de industriële revolutie opgekomen arbeidersklasse aan de kaak, en riep hij katholieken op om zich in te zetten voor hun welzijn. De paus riep ook op tot de vorming van vakbonden en tot katholieke standenorganisaties. Na de Eerste Wereldoorlog ontstonden de Partito Popolare van Don Luigi Sturzo in Italië en de tot een christendemocratische partij omgevormde Katholieke Partij in België. Vanaf 1926 was er een democratische tendens zichtbaar in de RKSP in Nederland. In de jaren dertig was er sprake van een nationalistische ruk naar rechts binnen de christendemocratie.
Na de Tweede Wereldoorlog werd in Duitsland de CDU opgericht. Veel oprichters waren voorheen lid van de katholieke Zentrumspartei, maar de nieuwe partij wist ook protestanten aan zich te binden. De eerste bondskanselier van de Bondsrepubliek Duitsland (BRD), Konrad Adenauer, was lid van de CDU. De krachtige progressieve stroming van Jakob Kaiser, Ernst Lemmer en Andreas Hermes moest het onderspit delven. In Italië werd de Democrazia Cristiana opgericht, de grootste christendemocratische partij van Europa.
De Italiaanse Democrazia Christiana (DC) bleef gedurende de Koude Oorlog de dominante partij van Italië en werd daar als bastion tegen het communisme beschouwd. Het Vaticaan gebruikte haar maatschappelijke invloed om DC een steun in de rug te geven waardoor DC steevast 40% van het electoraat in handen wist te houden. Leiders uit deze periode waren met name Alcide de Gasperi en Amintore Fanfani. Vanaf de jaren zeventig werd DC echter geteisterd door corruptie en banden met de maffia. Berucht in dat verband was veelvoudig premier Giulio Andreotti. Zijn progressieve, maar eveneens christendemocratische, tegenvoeter Aldo Moro werd in 1978 door de Rode Brigades ontvoerd en vermoord. Toen de Koude Oorlog ten einde liep, begon de partij stemmen te verliezen en braken er interne ruzies uit. In 1994 viel DC uiteen. Hoewel DC niet meer bestaat zijn er nog veel christendemocratische partijen die zich zowel links (aangesloten bij de Democraten) en rechts (aangesloten bij het Huis van Vrijheden) van het centrum bevinden. Een voorbeeld is de Unie van het Centrum, die echter geen rol van betekenis meer speelt.
Na de Tweede Wereldoorlog ontstonden er ook in Zuid-Amerikaanse landen invloedrijke christendemocratische partijen: de Christendemocratische Partij van Chili en de Venezolaanse COPEI. Ook de Nationale Actiepartij in Mexico telt christendemocraten onder haar leden. De Arubaanse Volkspartij (AVP) heeft een nauwe band met het Nederlandse CDA.
Doordat het Iberisch schiereiland van de jaren dertig tot aan de jaren zeventig gebukt ging onder dictatuur, werden er in Spanje en Portugal na de Tweede Wereldoorlog geen christendemocratische partijen opgericht. Dit veranderde na de val van deze dictaturen. In Portugal ontstonden na de Anjerrevolutie de Sociaaldemocratische Partij, anders dan de naam doet vermoeden een christendemocratische partij, en het Democratisch Sociaal Centrum. In Spanje vormden falangisten die de democratie accepteerden de Allianza Popular, thans de Partido Popular. Deze conservatieve partij is op katholieke waarden gestoeld.
Ook in Scandinavië zijn er christendemocratische partijen, zoals de Christelijke Volkspartij van Noorwegen. Deze partijen hebben vooral veel aanhang onder leden van de pinkstergemeente, maar hun invloed in de politiek is vergeleken met de christendemocraten elders gering. In Zweden maken de christendemocraten deel uit van de alliantieregering van Fredrik Reinfeldt.
In de Angelsaksische wereld is de christendemocratie nagenoeg afwezig. Religieuze waarden worden daar doorgaans verdedigd door grote conservatieve partijen zoals de Conservatieve Partij in het Verenigd Koninkrijk, de Republikeinse Partij in de Verenigde Staten en de Nationale Partij in Australië. Een uitzondering op deze regel is Ierland, dat een christendemocratische partij kent: Fine Gael.
De Italiaanse DC en de Zuid-Amerikaanse (met name de Chileense) christendemocratische partijen verschoven in de jaren zestig naar links en verkozen sociaaldemocratische en links-liberale regeringspartners boven rechtse liberalen en conservatieven.

### De christendemocratie in Nederland
De protestanten volgden ook spoedig met de oprichting van christendemocratische partijen, waaronder de ARP (Anti-Revolutionaire Partij) in Nederland. Deze partij zette zich vooral onder het voorzitterschap van Abraham Kuyper in voor de emancipatie van de gereformeerde "Kleine luyden" (de kleine man). De Nederlandse CDU sloot qua economisch gedachtegoed sterk aan bij de SDAP en was pacifistisch. De CDU is opgegaan in de PvdA.
In het naoorlogse Nederland herleefden de ARP, de CHU en werd de Katholieke Volkspartij (KVP) opgericht. Zeker in de eerste jaren van haar bestaan en tijdens de latere jaren zestig was de KVP, maar ook de ARP tamelijk progressieve partijen die meehielpen in de totstandkoming van de verzorgingsstaat.
Eind jaren zestig ontstond in Nederland de Politieke Partij Radikalen (PPR). De PPR was weliswaar geen confessionele partij, maar stond zeker in haar beginjaren onder invloed van de "Christen-Radikalen", een linkse stroming die zich had afgescheiden van de KVP.
In de jaren tachtig werd in Nederland de Christen-Radikale Evangelische Volkspartij (EVP) opgericht. Desondanks was er toen sprake van een ruk naar rechts binnen de christendemocratische partijen van Europa. Het in 1980 in Nederland uit een fusie van de KVP, CHU en ARP voortgekomen CDA was volgens de oorspronkelijke bedoelingen een sociale partij, onder andere gebaseerd op de sociale leer van de Rooms-Katholieke Kerk, en vanuit het protestantisme op de leer van de Jezus uit de Bijbel.
Aan het eind van de twintigste eeuw kwam er een fusie tussen de RPF en de GPV tot de ChristenUnie. Bij de verkiezingen in 2006 behaalde de CU het aantal zetels dat de twee voormalige christelijke partijen los van elkaar haalden. Net als bij het CDA heeft deze fusie een vorm van stabiliteit veroorzaakt. Strikt genomen behoren de SGP en de CU niet tot de christendemocratie, maar tot de christelijke politiek (SGP), of tot de christelijk sociale politiek (CU). Het verschil hierin is dat deze partijen direct vanuit de christelijke geschriften een politieke mening formuleren. Bij de christendemocratie wordt de christelijke leer alleen als inspiratiebron gebruik (zoals in Nederland bij het CDA), dat is een belangrijk verschil tussen deze groepen. Sinds 2023 is de afsplitsing van het CDA, Nieuw Sociaal Contract (NSC), een nieuwe partij in het parlement met christendemocratische uitgangspunten.

### De christendemocratie in België
In 1869 werd er in België, met de oprichting van de Katholieke Partij, de eerste aanzet gegeven voor confessionele politiek. De partij was echter geen voorstander van staatsingrijpen en echt christendemocratisch was ze nog niet. In 1884 veroverden de katholieken onder hun voorman Charles Woeste de absolute meerderheid in het Belgische parlement. Veel katholieken hadden kennisgenomen van de enorme armoede die aanwezig was in het zich snel industrialiserende België en maakten zich zorgen over het socialisme dat om zich heen greep. Onder aanvoering van de priester Adolf Daens werd er in 1893 de eerste zuiver christendemocratische partij van België opgericht, de Christene Volkspartij. Ze was gericht op sociale hervormingen en haar aanhang groeide door de invoering van het algemeen meervoudig kiesrecht in 1893. Charles Woeste verzette zich tegen deze solidaristische en democratische tendensen, maar hij kon de democratisering van de Katholieke Partij niet tegenhouden, en vanaf 1900 begon de Katholieke Partij een transformatie naar een christendemocratische partij. Na de dood van Daens liep de grotendeels Vlaamsgezinde Christene Volkspartij langzaam leeg en sloten veel leden zich (weer) aan bij de nu hervormde Katholieke Partij. Andere leden stapten dan weer over naar de liberale of socialistische partij, of werden een van de drijvende krachten achter de Vlaamse Beweging. De Katholieke Partij wijzigde in 1921 haar naam in de Katholieke Unie en na een verkiezingsnederlaag in 1936 in Katholiek Blok.
Net als in Nederland vormde de Tweede Wereldoorlog een breuk. De Christelijke Volkspartij werd opgericht en sloeg een progressieve weg in. Van 1947 tot aan 1999 zaten de christendemocraten vrijwel onafgebroken in de regering (met uitzondering van de jaren 1954-1958). Van 1950 tot 1954 had de CVP een absolute meerderheid in het parlement en kon ze in haar eentje de regering vormen. In die tijd werd de koningskwestie opgelost. Aan het einde van de jaren vijftig werd de Belgische schoolstrijd definitief beslecht. In 1961 verloor de CVP veel aanhang door de door haar gevoerde economische politiek, met name door de Eenheidswet.
De taalstrijd leidde ook tot spanning binnen de CVP en in 1972 besloten de Nederlandstaligen en de Franstaligen uit elkaar te gaan. De Vlaamse groep ging verder onder de oude naam, terwijl de Franstalige groep werd omgedoopt tot Christelijk Sociale Partij (PSC). In 1976 behaalde de CVP onder leiding van Leo Tindemans een eclatante verkiezingsoverwinning en de jaren tachtig leidde de christendemocraat Wilfried Martens negen kabinetten. Het regeren was moeilijk door de onenigheid die was ontstaan rondom het Egmontpact, dat de federalisering van België in goede banen moest leiden. Aan het begin van de jaren negentig hield de abortuskwestie het land in haar greep en moest Martens koning Boudewijn voor 24 uur ongeschikt tot regeren verklaren om de abortuswet in werking te laten treden. In 1998 stond België in het teken van de dioxinecrisis en in de verkiezingen van 1999 leed de CVP een gevoelige nederlaag. De partij begon met een innerlijke herbronning en wijzigde haar naam in Christen-Democratisch en Vlaams (CD&V) om haar banden met Vlaanderen aan te duiden. In 2004 werden de verkiezingen voor het Vlaamse parlement door de CD&V gewonnen en de nieuwe leider, Yves Leterme, werd Vlaams minister-president. Voor de federale verkiezingen van 2007 vormde de CD&V een kartel met de Vlaams-nationalistische Nieuw-Vlaamse Alliantie (N-VA). De verkiezingen van 2007 leverde een overwinning op voor de combinatie van CD&V en N-VA.
In Wallonië, waar de PSC actief was, was de christendemocratie minder sterk dan in Vlaanderen en de partij verloor langzaam steeds meer terrein. Om het tij te keren veranderde PSC in 2002 haar naam in Humanistisch Democratisch Centrum (cdH), waardoor naast het christendom ook het humanisme als inspiratiebron werd aangenomen. Enkele christelijke leden scheidden zich af en vormden de Franstalige Christendemocraten, thans Federale Christen Democraten.
Bij de regionale en Europese verkiezingen van 2009 won CD&V de vierde verkiezingen op rij.